# Puebla de Arenoso
Puebla de Arenoso è un comune spagnolo di 167 abitanti situato nella comunità autonoma Valenciana.

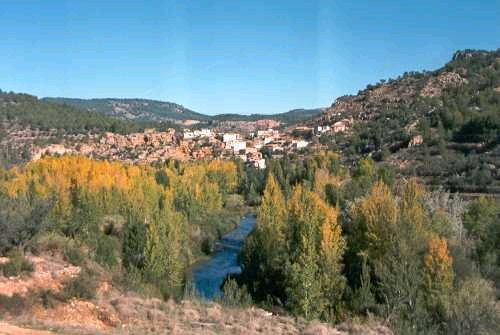
Caserío de la Monzona